# كويم ماتشادو
كويم ماتشادو (10 أكتوبر 1966 بسانتو تريسو في البرتغال - ) هو مدرب كرة قدم ولاعب كرة قدم برتغالي في مركز الدفاع. لعب مع إستريلا دا أمادورا وإف91 دوديلانج وسبورتينغ براغا وفيتوريا دي غيماريش ونادي تونديلا ونادي فارزيم ونادي ديبورتيفو داس أيفيس ونادي مايا ‏ ونادي تيرسينس ‏ ونادي تشافيس وكامبومايورنسي ‏.

## وصلات خارجية
- كويم ماتشادو على موقع قاعدة بيانات كرة القدم.إي يو (الإنجليزية)